# Nicolas de Clamanges
 (octobre 2008).
Nicolas Poillevillain, dit Nicolas de Clamanges, Nicolas Clemengis, né vers 1363 dans le village de Clamanges, près de Châlons-en-Champagne, mort en 1437 à Paris, est un écrivain mystique et humaniste français.

## Biographie
Il est admis comme boursier au collège de Navarre vers 1375, peu avant son ami Jean de Gerson. Tous deux y rencontrent également Pierre d'Ailly et Jean de Montreuil. Il obtient la licence ès arts en 1381, puis la maîtrise, et commence à enseigner la rhétorique dans ce collège avec grand succès. Il entame aussi des études théologiques jusqu'au baccalauréat (1391), mais ne fut jamais docteur. En 1393, il est élu recteur de l'Université de Paris. Le 30 juin 1394, il est chargé par l'Université de présenter au roi et aux princes une déclaration sur la marche à suivre pour mettre fin au grand schisme d'Occident. Il rédige aussi alors des lettres officielles de l'Université pour le pape d'Avignon. 
Ordonné prêtre à une date incertaine, il obtient divers bénéfices ecclésiastiques à partir de 1394 : une chapellenie à l'université et à Châlons-en-Champagne en 1394, un canonicat à la collégiale Saint-Pierre de Lille et à Saint-Cloud en 1395. Remarqué à la cour pontificale d'Avignon pour son talent littéraire, il y est présenté au pape Benoît XIII et est nommé secrétaire pontifical le 13 novembre 1397. Il y a notamment pour collègues Jean Muret et Laurent de Premierfait. Cette embauche par la curie d'Avignon est pour lui une rupture avec l'Université de Paris, de plus en plus hostile à Benoît XIII.
L'été 1398, en raison d'une épidémie qui sévit à Avignon et dont il a été atteint, et en lien aussi avec la soustraction d'obédience décidée par un conseil des évêques français en juillet, il quitte la curie et s'installe à Langres, où il a été nommé trésorier du chapitre ; mais le doyen Henri de Savoisy (futur archevêque de Sens) entre en conflit avec lui et lui intente un procès qui dure plusieurs années. Après la fuite de Benoît XIII d'Avignon en mars 1403, il le rejoint en Provence et reste à ses côtés jusqu'en février 1408. En 1405, il est nommé grand chantre de la cathédrale de Bayeux. De retour en France au printemps 1408, il y est accusé d'avoir collaboré à la rédaction de la bulle d'excommunication du roi de France, Charles VI, datée du 19 mai 1407 (qui ne fut jamais publiée), et perd tous ses bénéfices. Il se réfugie alors à la Chartreuse de Valprofonde[réf. souhaitée] ou de Val-Ombreuse. Au début de l'année 1409. Les religieux de Val-Ombreuse lui offrent un asile chez leurs confrères de  la Fontaine Notre-Dame en Valois. Clemengis accepte avec d'autant plus d'empressement qu'il y trouve une occasion naturelle de voir le roi et de travailler à sa réconciliation avec ce monarque. Il parvient à voir le roi qui venait encore à Bourgfontaine et finit par obtenir sa grâce. Il se livre à d'importants travaux d'écriture, mais reste en correspondance avec ses amis parisiens Jean de Montreuil et Gontier Col. Au sortir de cette retraite  Clemengis devient proviseur du collège de Navarre.
En 1417, il se rend au concile de Constance, et s'y voit rendre ses fonctions de secrétaire pontifical par le pape nouvellement élu Martin V. Mais au lieu de suivre ce dernier à Rome, il préfère rentrer à Paris occupé par les Anglais. Cette dernière partie de sa vie est très mal connue. Il reprend son enseignement au collège de Navarre, depuis longtemps interrompu, et se consacre également à l'exégèse biblique, commentant extensivement le Livre d'Isaïe. Il meurt en 1437 et est enterré au collège de Navarre, où l'inscription de sa tombe se lisait jusqu'à la Révolution française.
« Qui lampas fuit ecclesie, sub lampade jacet, »

## Œuvres
Nicolas de Clamanges est avec Jean de Montreuil la figure la plus marquante du « premier humanisme français » contemporain du règne de Charles VI, entre Paris et la cour pontificale d'Avignon. Il a subi l'influence de Pétrarque, et ses écrits se recommandent par l'élégance de leur style latin. Il a eu d'autre part une activité de philologue, recherchant et collationnant les manuscrits d'auteurs de l'Antiquité classique, comme son ami Jean de Montreuil.
L'examen du manuscrit Paris. lat. 14752, datant de la période 1415/18 et ayant appartenu à Nicolas de Clamanges (il contient les Saturnales de Macrobe), montre que Nicolas connaissait le grec : il a ajouté de sa main un assez grand nombre de citations grecques dans des espaces laissés blancs du texte latin. Le grec est écrit correctement (à part quelques fautes), avec les esprits et les accents, et d'une main assurée. Le style de l'écriture paraît proche de celui de Poggio Bracciolini, ce qui pourrait faire penser que Nicolas a étudié le grec auprès de l'humaniste italien pendant le concile de Constance (en 1417/18). C'est un exemple intéressant (et seul documenté) de professeur de l'Université de Paris connaissant le grec dans la première moitié du XVe siècle.
Son œuvre conservée se compose d'un épistolaire de 137 lettres en latin, d'une douzaine de traités à sujet théologique ou moral, d'un certain nombre de pièces rhétoriques (Descriptio et laus urbis Niciæ, Descriptio et laus urbis Januæ, sermon De sanctis innocentibus), de trois nouvelles en latin (dont l'Historia de raptoris raptæque virginis lamentabili exitu, récit généralement connu sous le nom français Floridan et Elvide), de poèmes latins (De felicitate vitæ rusticæ, qui est une paraphrase du Dit de Franc Gontier de Philippe de Vitry ; églogue Philare, quid tanto juvat insudare labori ; Descriptio vitæ tyranni cum detestatione et reprobatione ; Deploratio elegiaca sur la mort de son ami Jacques de Nouvion), de dix prières (ou oraisons), et de la longue Expositio super Isaiam (contenue dans le ms. n° 137 de la Bibliothèque de l'Arsenal).
Parmi les traités à sujet théologique, les plus célèbres sont le De ruina et reparatione Ecclesiæ et le De præsulibus simoniacis, dénonciations virulentes des abus de l'Église de son époque, qui l'ont fait considérer par les protestants du XVIe siècle comme l'un des précurseurs de la Réforme, et mettre à l'Index par le Vatican dès les années 1550. On peut citer aussi le De temperantia prælatorum, le De fructu eremi, le De fructu rerum adversarum, le De studio theologico, le De lapsu et reparatione justitiæ, le De materia schismatis, le De novis festivitatibus non instituendis.
Le traité De ruina et reparatione Ecclesiæ (connu au XVIe siècle sous le titre inexact De corrupto Ecclesiæ statu) a été édité pour la première fois à Cologne en 1483 (dans une édition des œuvres de Jean de Gerson), ensuite en 1519 et 1520, à Bâle, Sélestat ou Mayence, par un certain « Eubulus Cordatus » qu'on a parfois identifié avec Ulrich von Hutten ou Conrad Cordatus, ensuite en 1562 à Paris (chez l'imprimeur Jean Corrozet), ensuite dans une traduction française de Jean Crespin à Genève en 1564, jouant à compter de cette date un rôle notable dans la polémique entre catholiques et protestants. 
Une édition des œuvres de Nicolas de Clamanges (intitulée Opera omnia, mais incomplète) a paru à Leyde en 1613 par les soins du pasteur protestant allemand Johannes Martin Lydius. Les lettres se trouvent dans le tome I du Spicilegium de Luc d'Achéry (p. 473 sqq.), et le De studio theologico dans le tome 6.

## Éditions récentes
- Alfred Coville (éd.), Le Traité de la ruine de l'Église de Nicolas de Clamanges et la traduction française de 1564, Paris, E. Droz, 1936.
- Jean Leclercq (éd.), « Les prières inédites de Nicolas de Clamanges », Revue d'ascétisme et mystique 23, 1947, p. 170-183.
- François Bérier (éd.), Nicolas de Clamanges. Opuscules, édition critique avec introduction, texte et notes, Paris, École pratique des hautes études, 1974.
- Pierre Santoni (éd.), « Les lettres de Nicolas de Clamanges à Gérard Machet. Un humaniste devant la crise du royaume et de l'Église (1410-1417) », Mélanges de l'École française de Rome 99, 1987, p. 793-823.

## Sources
- Dictionnaire de théologie catholique, t. 3, col. 826-827.
- l'édition du traité traduit par Jean Crespin